# 善信尼
善信尼（ぜんしんに、敏達天皇3年（574年） - ?）は、6世紀後半の仏教の尼であり、記録上日本で最初の留学生（百済へ留学）。父は司馬達等。仏師・鞍作止利の叔母にあたる。名は嶋（しま）。恵善尼や禅蔵尼とともに日本最初の僧尼の一人となった。

## 日本最初の僧尼
584年（敏達天皇13年）、高句麗の僧だったがそのとき還俗していた恵便を師として出家し、善信尼を名乗った。11歳のときである。禅蔵尼、恵善尼も尼となった。男女あわせ日本人で初めての出家者である。仏教は前代に禁圧されており、善信尼の出家は、仏教を興そうとする蘇我馬子の様々な手立ての一環であった。善信尼らは、馬子の庇護のもと、池辺氷田と司馬達等のもとで衣食を供された。
この年、蘇我馬子が居宅の東に仏殿を作り、弥勒菩薩の石像を安置したとき、3人の尼はその大会（大きな法会）に呼ばれた。僧尼をもてなすことは仏教の実践では大切なことで、馬子・氷田・達等らは3人の尼を篤く尊崇した。蘇我馬子は、翌585年（敏達天皇14年）2月24日には仏塔を建てて大会を催した。

## 仏教弾圧
ところが仏教を拝んだせいで疫病が流行したと考えた物部守屋と中臣勝海が、3月1日に天皇から仏法を断てという詔を得た。佐伯御室が馬子のもとに遣わされた。役人は、引き渡された善信尼の三衣（袈裟）を奪い、禁固して、海石榴市（つばいち、奈良県桜井市）の亭（駅舎）で鞭打った。
蘇我馬子は自分の病の治療には三宝（仏法僧）の力が必要だと天皇に願い出た。天皇は、馬子が独りで仏法を行うことを許し、善信尼らの禁固を解いた。馬子は歓喜して尼を拝み、精舎を新たに建てて住まわせた。

## 百済留学と帰国
敏達天皇はまもなく亡くなり、続いて即位した用明天皇は仏教に心を寄せていた。587年（用明天皇2年）6月21日に、善信尼は「出家の道は戒をもって本とします。百済に向かい、戒法を学び受けたいと願います」と馬子に語った。馬子が百済からの使節に依頼したところ、帰国後に国王に話すと言われた。
7月に物部守屋が滅ぼされると、仏教の興隆が国の政策になった。588年（崇峻天皇元年）に、善信尼らはこの年の百済国使首信に付いて百済に行き、その地で学問を行った。翌589年（崇峻天皇2年）3月に帰国し、桜井寺に住んだ。